# Riera del Tinar
La Riera del Tinar és un riu de Catalunya que neix a prop del Puig de la Cendrosa al Massís de les Gavarres a Calonge i que vessa a 12 msnm a la Riera de Calonge prop del lloc dit Can Socarrat. És un riu de tipus estacional amb un recorregut que segueix una trajectòria nord-sud al carrer de les Escoles. Els afluents majors són la riera del Jonc i el rec de Brugueres. Passa pels llocs dits Camp de Llebre, El Tinar, Puigtavell i Puigventós.

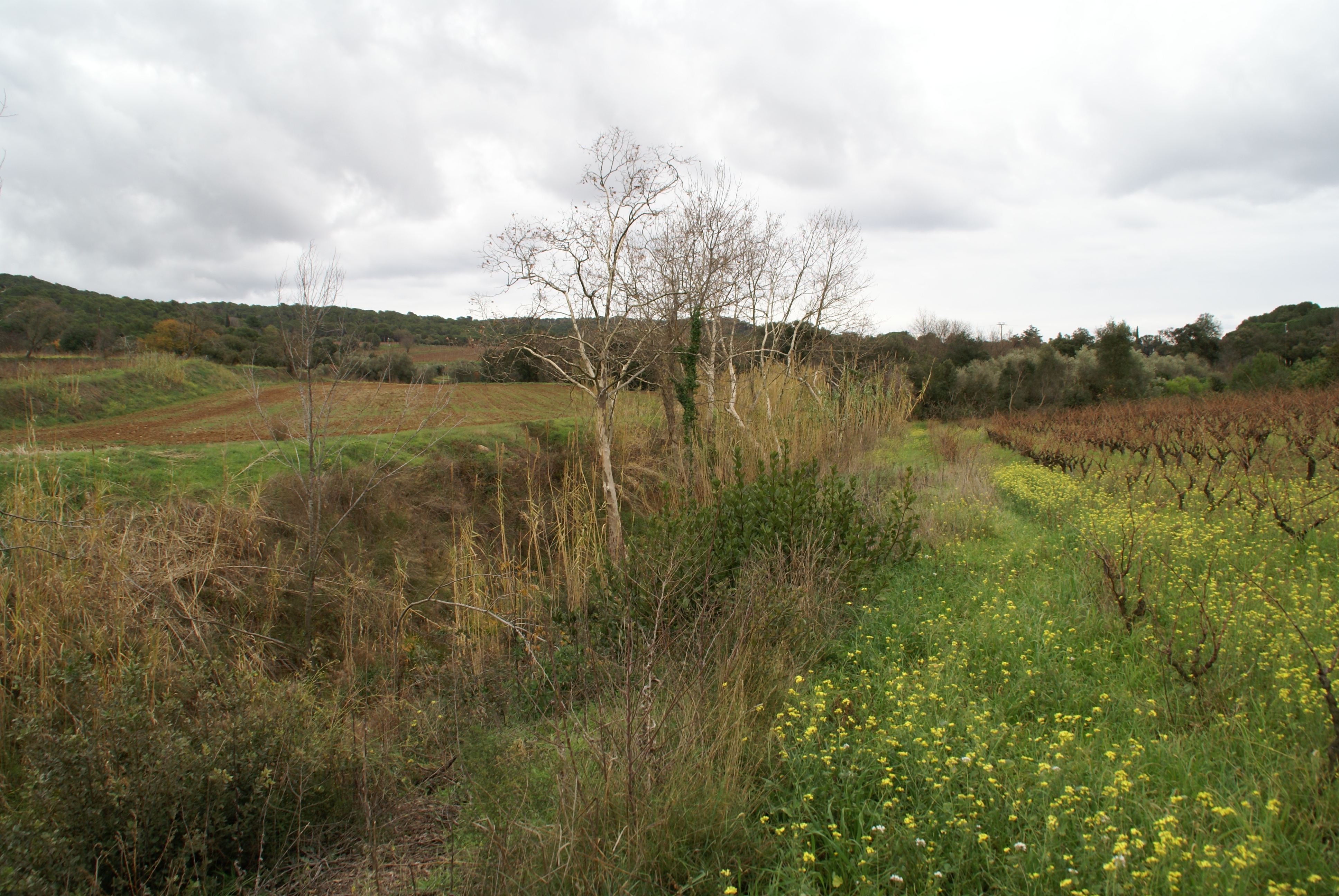
Agricultura policultiva a la vall de la riera del Tinar

La vall de la riera del Tinar compta com la terra viticultriu de la conca de Calonge. L'ajuntament de la vila va senyalitzar un sender i publicar un llibre La conca del Tinar: un camí de vinyes. Els pagesos que treballen la vinya i elaboren vi, impulsen un expedient perquè es declari el conjunt de masies on treballen zona d'interès etnològic, segons la llei de patrimoni del 1993. «Hi ha un matís important, perquè es pot prestar a confusió, en el sentit que no demanen la qualificació de zona enològica sinó «etnològica», atès que conserven una elaboració familiar tradicional arcaica del vi i en venen els excedents. La proposta inicial va ser plantejada pels principals productors i elaboradors de la zona que té la seva àrea principal a la conca de la riera del Tinar La superfície total de vinya que es treballa és d'unes 140 hectàrees. La reivindicació d'aquests pagesos viticultors, segons el president de la Fundació Remença XXI, Joan Molla, un dels impulsors de la iniciativa, és que es dediquen al «policultiu» i combinen el vi amb l'horta i els fruiters.»
Tot i ésser seca la major part de l'any, a les estacions plujoses, el risc de riuada força augmenta. El pla d'ordenació urbanística municipal (Poum) de 2009 preveu millorar la zona de l'aiguabarreig amb la Riera de Calonge.

## Llocs d'interès
- Torre Lloreta, antic castell
- Mas Molla de la Riera, masia viticultriua
- Mas Ponsjoan, masia policultiua